# Diplazium barbatum
Diplazium barbatum är en majbräkenväxtart som beskrevs av Carl Frederik Albert Christensen.
Diplazium barbatum ingår i släktet Diplazium och familjen Athyriaceae. Inga underarter finns listade i Catalogue of Life.